# Kiss from a Rose
«Kiss from a Rose» — песня из второго одноимённого альбома Сила. Композиция была выпущена в качестве сингла в июле 1994 года. Новая версия песни была переиздана для саундтрека к фильму «Бэтмен навсегда», она стремительно ворвалась на вершины чартов США и Австралии. В 1996 году песня завоевала три статуэтки «Грэмми», в категориях: «Запись года», «Песня года» и «Лучшее мужское вокальное поп-исполнение».

## О песне
Будучи изданным в качестве второго сингла к фильму «Бэтмен навсегда», «Kiss from a Rose» возглавлял американский чарт Billboard Hot 100 на протяжении одной недели, в августе 1995 года. Также, песня достигла четвёртой строчки в британском хит-параде. Однако, первоначально сингл добрался лишь до #20 (в 1994 году), но после выхода фильма он стал хитом — лидировав в США. Кроме того, версия 1995 года была удостоена награды MTV за лучшую песню.
В 2010-м году во время шоу Брайана Макнайта Сил рассказал ведущему о долгом, тернистом пути песни к всемирной славе. Певец отметил, что изначально песня исчезла из хит-парадов вскоре после её издания — интерес публики падал. Однако, в следующем году Джоэл Шумахер позвонил Силу и попросил музыканта разрешить использовать песню в любовной сцене между персонажами Николь Кидман и Вэла Килмера в кинофильме «Бэтмен навсегда», чтобы лучше передать эмоциональность момента. Хотя, в итоге, песня не была включена в эту сцену, режиссёр использовал её для титров фильма; Сил считает, что благодаря фильму Шумахера песня обрела окончательную популярность у массовой аудитории.

## Список композиций
На всех изданиях сингла присутствуют бонус-треки, среди которых: «The Wind Cries Mary» (кавер-версия песни Джими Хендрикса) и «Blues in 'E'»; а также ремикс на песню «Kiss from a Rose» от Adamski (который продюсировал оригинальную версию песни «Killer»); и ремиксы на ещё один трек из этого альбома — «I’m Alive»: первый от Стива Фицмориса, второй — от DJ Sasha и BT.
- «Kiss from a Rose» (радио версия) — 3:38
- «Kiss from a Rose» (альбомная версия) — 4:47

## Музыкальное видео
Для песни было снято два музыкальных видео:
- Оригинальный видеоклип был срежиссирован Мэтью Ролстоном и Уильямом Левином, его события происходят в фотостудии[3]. Идея для клипа была позаимствована из сюжета фильма «Фотоувеличение».
- Вторая версия была создана Джоэлом Шумахером: Сил поёт на крыше возле бэт-сигнала, для создания соответствующей атмосферы в клип были добавлены кадры из фильма «Бэтмен навсегда»[4]. В итоге, эта версия клипа стала более популярной.

## Видеоигры
- Версия песни из фильма «Бэтмен навсегда» звучит в саундтреке видеоигры Backyard Football '09.

## Хит-парады
| Хит-парад (1994)                             | Высшая позиция |
| -------------------------------------------- | -------------- |
| Australian Singles Chart                     | 87             |
| Canadian Singles Chart                       | 22             |
| New Zealand RIANZ Singles Chart              | 24             |
| UK Singles Chart                             | 20             |
| Хит-парад (1995)                             | Высшая позиция |
| Australian ARIA Singles Chart                | 1              |
| Austrian Singles Chart                       | 3              |
| Belgian (Flanders) Singles Chart             | 36             |
| Belgian (Wallonia) Singles Chart             | 11             |
| Canadian Singles Chart                       | 2              |
| Danish Singles Chart                         | 6              |
| Dutch Top 40                                 | 4              |
| French SNEP Singles Chart                    | 8              |
| German Singles Chart                         | 11             |
| Irish Singles Chart                          | 4              |
| New Zealand RIANZ Singles Chart              | 16             |
| Norwegian Singles Chart                      | 3              |
| Swedish Singles Chart                        | 8              |
| Swiss Singles Chart                          | 7              |
| UK Singles Chart                             | 4              |
| U.S. Billboard Hot 100                       | 1              |
| U.S. Billboard Hot Adult Contemporary Tracks | 1              |
| U.S. Billboard Hot Adult Top 40 Tracks       | 1              |
| U.S. Billboard Hot R&B/Hip Hop Songs         | 52             |
| U.S. Billboard Hot Modern Rock Tracks        | 35             |
| U.S. Billboard Rhythmic Top 40               | 5              |
| U.S. Billboard Top 40 Mainstream             | 1              |
| Хит-парад (2009)                             | Высшая позиция |
| UK Singles Chart                             | 57             |
| Хит-парад (2012)                             | Высшая позиция |
| Australian ARIA Singles Chart                | 31             |
| Хит-парад (2013)                             | Высшая позиция |
| UK Singles Chart                             | 67             |

| Хит-парад (1995)                 | Позиция |
| -------------------------------- | ------- |
| Austrian Singles Chart           | 39      |
| Belgian (Wallonia) Singles Chart | 71      |
| Dutch Top 40                     | 36      |
| French Singles Chart             | 41      |
| Swiss Singles Chart              | 47      |
| U.S. Billboard Hot 100           | 4       |

| Хит-парад (1990–1999)  | Позиция |
| ---------------------- | ------- |
| U.S. Billboard Hot 100 | 58      |

| Страна   | Статус     | Дата            | Продажи |
| -------- | ---------- | --------------- | ------- |
| Франция  | Золотой    | 1996            | 125,000 |
| Британия | Серебряный | 1 августа 1995  | 200,000 |
| США      | Золотой    | 25 августа 1995 | 500,000 |